# Manuadistriktet (Amerikanska Samoa)

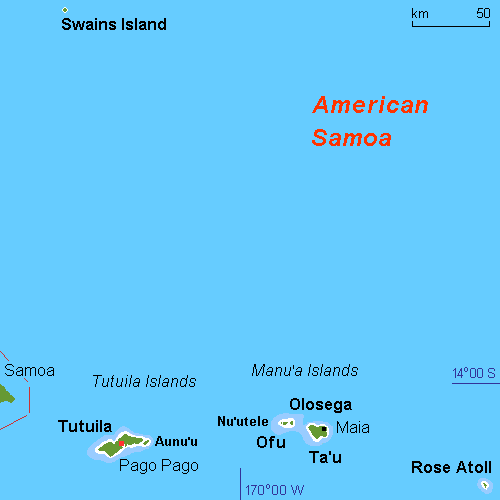
Lägeskarta

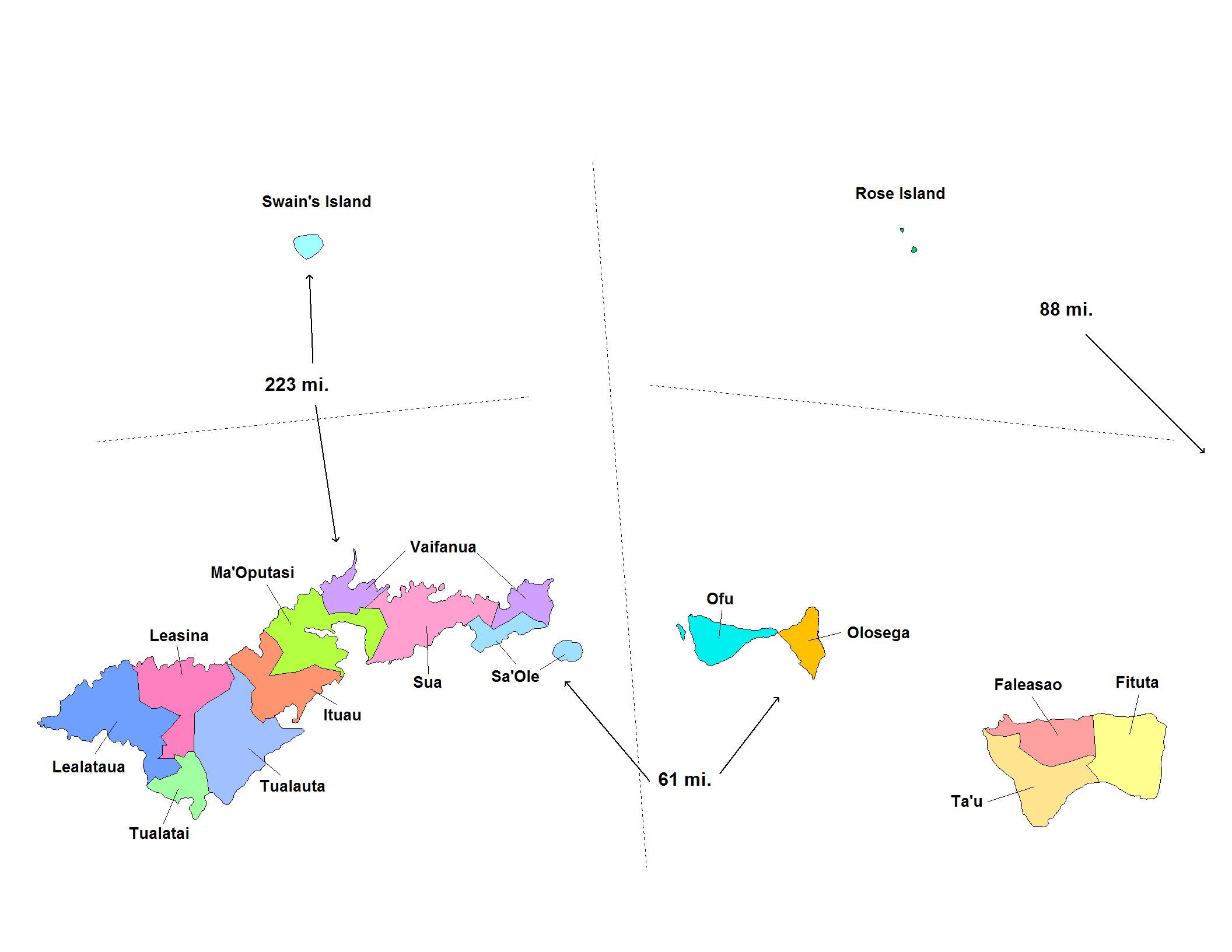
Manu'adistriktet, counties

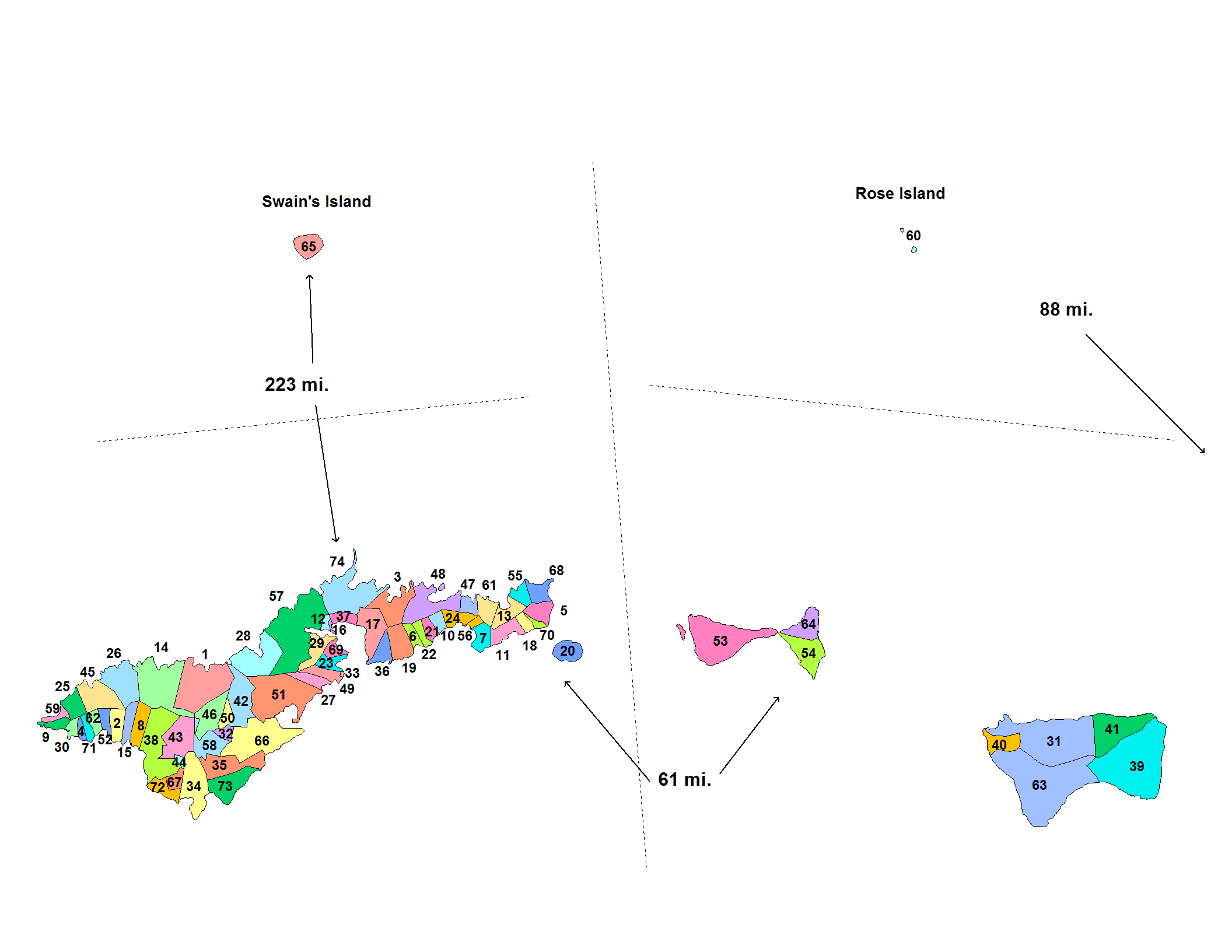
Manu'adistriktet, byar

Manu'adistriktet (engelska Manu'a District) är en av fem förvaltningsdistrikt i Amerikanska Samoa.

## Distriktet
Manu'adistriktet har en areal om cirka 53 km² och omfattar hela Manu'aöarna.
Befolkningen uppgår till cirka 1 400 invånare (1).
Distriktet är indelad fem counties (motsvarar län) och varje county är därefter uppdelad i byar.

## Indelning
- Ta'ū
  - Faleasao County, cirka 12 km², cirka 135 invånare
  - Fitiuta County, cirka 17 km², cirka 358 invånare
  - Ta'u County, cirka 16 km², cirka 380 invånare

- Ofu
  - Ofu County, cirka 7 km², cirka 289 invånare

- Olosega
  - Olosega-Sili County, cirka 5 km², cirka 216 invånare

## Historia
Den 16 juli 1904 övergår Manu'aöarna formellt till USA:s förvaltning efter Samoaöarnas delning genom Berlinfördraget. (2):
Manu'aöarna förvaltades av den amerikanska flottan (US Navy) från den 17 februari 1900 till den 29 juni 1951 då förvaltningen övergick till det amerikanska inrikesdepartementet (US Department of the Interior).